# 尹玉福
尹玉福（？—），中华人民共和国外交官，曾任中华人民共和国驻马耳他共和国特命全权大使。